# Hórenka
Hórenka (ucraïnès: Горенка; rus: Горенка) és un poble del districte de Butxa a l'oblast de Kíiv d'Ucraïna, a la frontera nord -oest de la ciutat de Kíiv.
Oleksandra Kuvxínova i Pierre Zakrzewski, periodistes de Fox News Channel que cobrien la guerra en curs, van morir al poble el 14 de març de 2022.